# Андрей Владимирович (великий князь)
Великий князь Андрей Влади́мирович (Андрей Владимирович Романов; 2 (14) мая 1879, Царское Село — 30 октября 1956, Париж) — четвёртый сын великого князя Владимира Александровича и Марии Павловны, внук Александра II.

## Биография
Воспитание и общее образование получил под наблюдением своих родителей.
В службу вступил в 1895 году. В 1902 году окончил Михайловское артиллерийское училище, откуда был выпущен подпоручиком в 5-ю батарею гвардейской Конно-артиллерийской бригады.
Чины: флигель-адъютант (1899), поручик (1902), штабс-капитан (1906), капитан (за отличие, 1908), полковник (1910), генерал-майор Свиты (1915).
В 1902 году поступил в Александровскую военно-юридическую академию, которую окончил по 1-му разряду в 1905 году и был зачислен по военно-судебному ведомству. С 19 июня 1905 по 23 апреля 1906 года был прикомандирован к военно-юридической академии для переводов иностранных военно-уголовных уставов.
29 августа 1910 года назначен командиром 5-й батареи лейб-гвардии Конно-артиллерийской бригады, а 8 июля 1911 года назначен командиром 6-й Донской казачьей артиллерийской батареи. Последнюю должность занимал до 26 февраля 1914 года. С 2 марта 1911 года состоял сенатором, не присутствующим в департаментах. Кроме того, со 2 мая 1879 года состоял шефом 130-го пехотного Херсонского полка, а с 10 января 1912 года — почётным казаком Верхне-Курмоярской станицы.
С началом Первой мировой войны состоял при Генеральном штабе. 7 мая 1915 года назначен командующим лейб-гвардии Конной артиллерией с оставлением флигель-адъютантом и с зачислением по гвардейской конной артиллерии, а 15 августа того же года произведён в генерал-майоры с зачислением в Свиту Его Императорского  Величества и с утверждением в должности командира лейб-гвардии Конной артиллерии.
3 апреля 1917 года, числящийся по гвардейской конной артиллерии и состоящий по Донской казачьей артиллерии, командир лейб-гвардии Конной артиллерии, генерал-майор великий князь Андрей Владимирович был уволен от службы, по прошению, с мундиром.
После революции с матерью и братом Борисом жил в Кисловодске (туда же приехала Кшесинская с их сыном Вовой — связь великого князя с ней «скрывалась» от матери Андрея). 7 августа 1918 года братья были арестованы и перевезены в Пятигорск, но через день отпущены под домашний арест. 13 числа Борис, Андрей и его адъютант полковник Фёдор Фёдорович Кубе бежали в горы, в Кабарду, на парной линейке, где и скрывались до конца сентября.

«На следующий день, 23 сентября, под вечер, с гор вернулись Великие Князья Борис и Андрей Владимировичи с полковником Кубе, верхом, в сопровождении кабардинской знати, которая охраняла их во время перехода из Кабарды в Кисловодск. За то время, что братья скрывались в горах, они обросли бородами, и Андрея многие принимали за Государя. Действительно, сходство было», вспоминает Кшесинская.

По совету генерала Покровского Мария Павловна с сыновьями решила перебраться в Анапу, поскольку город был портом. В конце 1918 года Анапу приехал начальник английской базы в России генерал Пуль в сопровождении состоявшего при нем генерала Гартмана, чтобы передать предложение английского правительства Великой Княгине Марии Павловне выехать за границу. «Великая Княгиня отклонила это предложение, считая, что она находится в полной безопасности, и заявила о своем непреклонном решении покинуть пределы России лишь в том случае, когда другого выхода не будет. Этот ответ был оценен генералом Пулем. Затем он выразил своё мнение, что Андрею следовало бы поступить в Добровольческую армию, но Великая Княгиня категорически против этого восстала, заявив, что не было случая в России, чтобы члены Династии принимали участие в гражданской войне», сообщает Кшесинская.
В марте уехал брат Борис с будущей женой Зинаидой Рашевской. 29 марта англичане еще раз прислали корабль за Марией Павловной: адмирал Сеймур, командующий английской эскадрой в Чёрном море, предлагал их вывезти в Константинополь, если Анапа будет в опасности, но Мария Павловна опять отказалась наотрез. В мае семья переехала обратно в Кисловодск, который был освобождён от большевиков, где и оставались до декабря 1919.
«В самый канун Рождества были получены очень тревожные сведения о положении на театре военных действий, и мы сразу же решили покинуть Кисловодск, дабы не застрять в мышеловке, и отправиться в Новороссийск, откуда, в случае надобности, легче было уехать за границу. С болью в сердце Андрей и его мать вынуждены были решиться покинуть Россию», пишет Кшесинская.
4 (17) января беженцы прибыли в Новороссийск, где жили прямо в вагонах. 19 февраля (3 марта) года отплыли на пароходе «Семирамида» итальянского «Триестино-Лойд». В Константинополе они получили французские визы.

### Эмиграция
С февраля 1920 года — в эмиграции. В марте 1920 года прибыл во французский Кап-д’Ай на Ривьере, где Кшесинской принадлежала вилла.
В 1920 году в Контрексевиле скончалась мать Андрея, и в 1921 году в Каннах он женился на 49-летней Матильде Феликсовне Кшесинской, знаменитой балерине. Монархист-легитимист, активно поддерживал своего старшего брата Великого князя Кирилла Владимировича, в 1924 году принявшего титул Императора Всероссийского в изгнании. Являлся Августейшим представителем Государя Императора Кирилла I во Франции и председателем Государева совещания при нём.
Во время немецкой оккупации Франции сын Андрея Владимировича, Владимир Красинский, как член «просоветского» Союза Младороссов, был арестован гестапо и оказался в концлагере. Отец почти обезумел от горя, обращался к различным группам и лицам русской эмиграции и нигде не получил никакой поддержки. Спустя 144 дня заключения сына ему удалось добиться снятия с сына обвинений о занятии «вредной» для Германии деятельности, и Владимир Красинский был освобождён.
После смерти в 1943 году Бориса Владимировича на протяжении 13 лет оставался последним великим князем дома Романовых. После смерти Андрея Владимировича в 1956 году великих князей Романовых из рождённых до февраля 1917 года не осталось. Почётный председатель Союза измайловцев (1925), также почётный председатель Союза взаимопомощи офицеров лейб-гвардии Конной Артиллерии. Председатель русского историко-генеалогического общества (Париж), с 1947 года — председатель Гвардейского объединения. 
Автор Военного дневника и Записок.

## Награды
- Орден Святого Андрея Первозванного (1879)
- Орден Святого Александра Невского (1879)
- Орден Святой Анны 1 ст. (1879)
- Орден Белого орла (1879)
- Орден Святого Станислава 1 ст. (1879)
- Орден Святого Владимира 4 ст. (28.05.1905)
- Орден Святого Владимира 3 ст. (1911)

- серебряная медаль «В память царствования императора Александра III» (1896)
- медаль «В память коронации императора Николая II» (1896)

Иностранные:
- мекленбург-шверинская медаль в память великого герцога Фридриха-Франца (12.01.1898)
- ольденбургский орден Заслуг герцога Петра-Фридриха-Людвига (1902)
- прусский орден Чёрного орла (03.12.1909)
- болгарский орден «Святые Кирилл и Мефодий» (19.01.1912)
- сербский орден Звезды Карагеоргия (23.01.1912)
- австрийский орден Святого Стефана большой крест (23.01.1912)
- болгарский орден «Святой Александр» 1 ст.
- бухарский орден Короны государства Бухары 1 ст.
- гессен-дармштадтский орден Людвига
- мекленбург-шверинский орден Вендской короны 1 ст.
- румынский орден Звезды Румынии 1 ст.
- саксен-кобург-готский орден Саксен-Эрнестинского дома